# Marie-Christine Helgerson
Marie-Christine Helgerson, née le 3 janvier 1946 à Lyon et morte en janvier 2021 à Portland (Oregon), est une écrivaine française de littérature jeunesse.

## Biographie
Née Marie-Christine Helgerson, le 3 janvier 1946 à  Lyon, son enfance et sa jeunesse se déroulent dans cette ville.
Après des études secondaires classiques, elle poursuit sa formation à l’Université de Lyon, avec une maîtrise de philosophie. En 1967, elle rejoint les États-Unis, avec son mari, Richard Helgerson (1940-2008), professeur de littérature anglaise, spécialiste de la Renaissance européenne. Après un séjour de quelques années sur la côte est (Baltimore), ils s’installent à Santa Barbara (Californie).
Elle publie Quitter son pays (1981).  À François Faucher, alors directeur de la collection « Père Castor » aux Éditions Flammarion, elle propose Claudine de Lyon, publié en 1984. Elle poursuit avec huit autres livres sur différents thèmes, publiés de 1985 à 2001.
Ayant quitté la Californie en 2008, Marie Christine Helgerson a vécu à Portland (Oregon), elle meurt en janvier 2021 à Portland (Oregon).

## Œuvres
(juillet 2025).
- Histoires comme tu voudras, 1978.
- Anémone et les œufs de la mouette, (réédition en 1987).
- Quitter son pays, 1981.
- Claudine de Lyon, 1984.
- Dans les cheminées de Paris, 1985.
- Vers l'Amérique, 1987.
- Lucien et le chimpanzé, 1988.
- Moi, Alfredo Pérez, 1989.
- L'Apprenti amoureux, 1990.
- Dans l' officine de Maître Arnaud, 1991.
- Vas-y Claire !, 1995.
- Louison et Monsieur Molière, 2001